# Astyochia colada
Astyochia colada là một loài bướm đêm trong họ Geometridae.